# Sandra Chambers
Sandra Chambers, também conhecida como Sandy Chambers ou simplesmente Sandy (11 de abril de 1967) é uma cantora e compositora britânica. Como compositora, Chambers contribuiu para o projeto Corona. Embora nunca tenha sido oficialmente confirmado nem negado pela equipe de produção, circularam rumores de que ela também deu seus vocais aos dois primeiros álbuns do projeto e mais tarde foi confirmado que ela pelo menos cantou "Baby Baby".

## Carreira
A voz de Sandra tem sido usada em muitas produções de música eletrônica italiana, especificamente, foi o vocalista solo na década de 1990. Na década de 2000 Sandra muitas vezes colaborou em projetos e produtores Alle em Marco Benassi. Ao longo dos anos, tem sido vocalista ao vivo para vários artistas, incluindo a Corona, Giorgia, Claudio Baglioni, Jovanotti, Zucchero, Laura Pausini, Antonello Venditti e Mariah Carey.

## Discografia
- 1990s - "Dreamin' Stop" [2]
- 1992 - "Send Me An Angel" [3]
- 1993 - "Breakdown" [3]
- 1994 - "I gave you all"[4]
- 1995 - "Bad Boy" [5]
- 1995 - "Dancing with an Angel" [4]
- 1995 - "Wanna Be With You" [6]
- 1995 - "You Know What I Want" [7]
- 1995 - "My Radio" [8]
- 1997 - "The Power of Love" [9]
- 1998 - "Don't tell me Lies" [10]
- 2000 - "Lovin' it" [11]
- 2002 - "I Miss You" [12]
- 2003 - "Get Better" [13]
- 2003 - "Illusion" [14]
- 2004 - Pumphonia [14]
  - "Get Better"
  - "I Feel So Fine"
  - "Illusion"
  - "Turn Me Up"
- 2005 - ...Phobia [14]
  - "Castaway"
  - "Light"
  - "Movin' Up"
  - "Somebody To Touch Me"
- 2005 - "Give It Time" [15]
- 2006 - "Feel Alive" [14]
- 2006 - "Baby Baby" [16]
- 2007 - "Play My Music" [15]
- 2007 - "Get Hot" [17]
- 2008 - "Foundation" [18]
- 2008 - "Make the World Go Round" [18]
- 2008 - "Break the Wall" [19]
- 2009 - "get out of my mind" [20]
- 2009 - "this is me" [15]
- 2009 - "brighter" [21]